# Santa Clara (Villa Clara)
Santa Clara é um município e cidade de Cuba, capital da província de Villa Clara. Tem uma população 210.220 habitantes (censo 2002).Localizada no centro da ilha de Cuba, está a 268 quilômetros de Havana.
Cristóvão  Colombo acreditava que nessa região vivesse o "Rei da Índia". A cidade de Santa Clara foi fundada em 1689, na antiga província taína de Cubanacán, palavra que significa literalmente "terra do meio".  Tornou-se a principal cidade de região, anteriormente conhecida como Las Villas.
Em Santa Clara encontra-se sepultado o corpo de Ernesto "Che" Guevara, célebre revolucionário argentino que se destacou ao liderar seus combatentes na Batalha de Santa Clara, em 1958, no final da Revolução Cubana. 

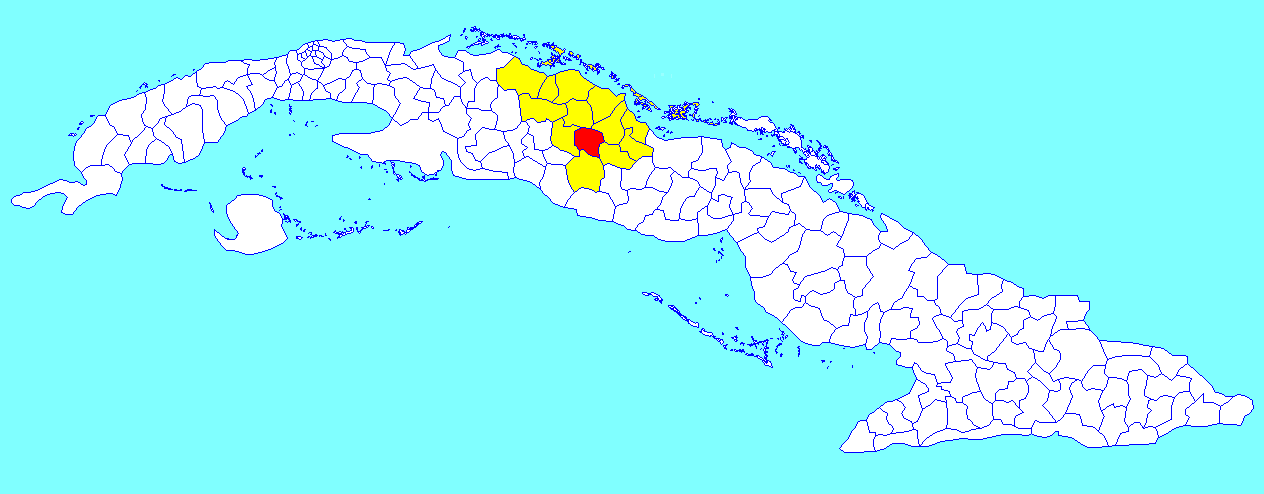
Localização do município de Santa Clara (vermelho) dentro da Província de Villa Clara (amarelo), em Cuba.

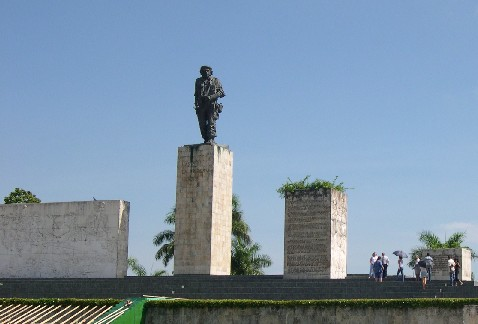
Monumento a Che Guevara, em Santa Clara